# قرقسای
قرقسای جماعت و شهرکی در شمال غربی تاجیکستان است که در ناحیهٔ مست‌چاه ولایت سغد قرار دارد. جمعیت این جماعت ۲٬۷۲۹ نفر است.